# American Israel Public Affairs Committee
American Israel Public Affairs Committee (AIPAC) beskriver sig som America's Pro-Israel Lobby, och arbetar för att främja Israelvänliga åsikter i USA:s federala statsmakt. Den anses vara en av de mäktigaste och mest inflytelserika lobbyorganisationerna i USA. AIPAC finansieras genom medlemsavgifter. Medlemmarna, som enligt egen uppgift uppgår till över 100 000 i USA, inkluderar demokrater, republikaner och oberoende.
AIPAC grundades 1953 med det ursprungliga namnet American Zionist Committee for Public Affairs.